# Benny Green (saxofonista)
Benny Green (Leeds, Yorkshire, 9 de desembre de 1927 – 22 de juny de 1998) va ser un saxofonista anglès de jazz amb accent de Cockney, també conegut pel públic pels seus programes de ràdio i pels seus llibres.